# Oherville
Oherville é uma comuna francesa na região administrativa da Normandia, no departamento de Sena Marítimo. Estende-se por uma área de 4,56 km². Em 2010 a comuna tinha 230 habitantes (densidade: 50,4 hab./km²).